# التعليم في إسكتلندا
تمتلك اسكتلندا تاريخًا حافلاً بتوفير التعليم العام على المستوى العالمي، ويختلف نظام التعليم الإسكتلندي بشكل كبير عن أنظمة التعليم المستخدمة في الدول الأخرى ضمن المملكة المتحدة. على سبيل المثال، فإن «المدرسة العامة» التي يتم تمويلها من قبل الدولة في اسكتلندا هي عكس المدرسة العامة المستقلة أو الخاصة في إنجلترا.
ويمنح قانون اسكتلندا لعام 1998 البرلمان الإسكتلندي الرقابة التشريعية على كل الأمور المتعلقة بالتعليم، ويعد قانون التعليم (اسكتلندا) لعام 1980 هو التشريع الرئيسي الذي يراقب التعليم في اسكتلندا.
وبشكل تقليدي، أبرز النظام الإسكتلندي على مستوى المدارس الثانوية اتساع الرقعة عبر مجموعة كبيرة من المواد، في حين أكدت الأنظمة الإنجليزية والويلزية والأيرلندية الشمالية العمق الأكبر للتعليم من خلال مجموعة أصغر من المواد.
وبعد ذلك، توفر الجامعات الإسكتلندية بشكل عام دورات لمدة عام أطول (لفترة أربعة أعوام بشكل نموذجي) من الجامعات النظيرة لها في أماكن أخرى في المملكة المتحدة، رغم أنه من الممكن دائمًا للطلاب الخضوع للمزيد من الاختبارات المتخصصة المتقدمة والانضمام إلى الدورات في العام الثاني. ومن بين الأوجه الفريدة إصدار الجامعات الإسكتلندية القديمة لدرجة أستاذ في الفنون كأول درجة في العلوم الإنسانية.
وأغلبية المدارس لا تتبع الطوائف، ولكن نتيجة لإصدار قانون التعليم لعام 1918، تم كذلك تأسيس مدارس تابعة للدولة تتبع الطوائف المنفصلة. والأغلبية العظمى من مدارس الطوائف الدينية التابعة للدولة هي مدارس للروم الكاثوليك إلا أنه توجد كذلك مدارس [[للأساقفة الإسكتلنديين بالإضافة إلى مدرسة واحدة لليهود. وقد تم تسليم مباني المدرسة الرومانية الكاثوليكية، التي تم بناؤها والحفاظ عليها على يد الكنيسة الرومانية الكاثوليكية، إلى الدولة بموجب قانون التعليم. ومنذ ذلك الحين، أصبح تمويل المدارس الرومانية الكاثوليكية يأتي بالكامل من الحكومة الإسكتلندية ويخضع لإدارة مديرية التعليم والتعلم مدى الحياة. وكجزء من الترتيبات التي أدت إلى إخضاع المدارس الرومانية الكاثوليكية لنظام التعليم في الدولة، تم وضع بنود قانونية محددة لضمان الترويج للمفاهيم وروح الرومانية الكاثوليكية في تلك المدارس: حيث تجب الموافقة على المتقدمين لشغل المناصب في مجال التعليم الديني أو الإرشاد أو الإدارة العليا من قبل الكنيسة الرومانية الكاثوليكية في اسكتلندا، والتي تقوم كذلك بتعيين قسيس لكل مدرسة من المدارس التابعة لها.
كما توجد كذلك مدرسة ابتدائية يهودية واحدة تتبع الدولة.
كما توجد كذلك مدارس مستقلة في مختلف أرجاء البلاد، رغم أن توزيعها لا يتسم بالاتساق حيث توجد تلك المدارس في 22 منطقة سلطة محلية من بين 32 منطقة متاحة. وفي سبتمبر من عام 2011، كان إجمالي عدد التلاميذ في اسكتلندا 702104 تلاميد، منهم 31425 تلميذًا، أو 4.5% منهم، يخضعون للتعليم في مدارس مستقلة.
ويتم توفير مؤهلات الالتحاق بالمدرسة الثانوية والتعليم ما بعد الثانوي (التعليم الإضافي) من خلال سلطة المؤهلات الإسكتلندية، والتي تعد بمثابة جهة المنح والاعتماد في اسكتلندا، ويتم توفيره من خلال العديد من المدارس والكليات وغيرها من المراكز المتنوعة. والمسئولية السياسية عن التعليم في كل المستويات منوطة بالبرلمان الإسكتلندي وإدارة التعليم الإسكتلندية وإدارة المشروعات والنقل والتعلم مدى الحياة.
وتكون مدارس الدولة مملوكة وخاضعة للتشغيل من خلال السلطات المحلية التي تقوم بدور سلطات التعليم، ويتم تقسيم المرحلة الإجبارية إلى المدارس الابتدائية والمدارس الثانوية (والتي غالبًا ما يطلق عليها اسم المدارس العليا). ويتم دعم المدارس من أجل توفير التعليم والتعلم من خلال إدارة التعليم الإسكتلندية (التي كان يطلق عليها فيما قبل اسم إدارة التعليم والتعلم في اسكتلندا).
ويتم تنفيذ عمليات الفحص والتدقيق على المعايير التعليمية من خلال ثلاث جهات: إدارة فحص الرعاية التي تقوم على فحص معايير الرعاية فيما يتعلق بتوفير التعليم لمرحلة ما قبل المدرسة (والتي كان يطلق عليها من قبل اسم إدارة فحص جلالة الملكة للتعليم) لمراحل تعليم ما قبل المدرسة والتعليم الابتدائي والتعليم الثانوي والتعليم الإضافي والمجتمع، حيث يتولى المكتب الإسكتلندي التابع لـ وكالة ضمان الجودة للتعليم العالي (QAA في اسكتلندا) مسئولية التعليم العالي.

## الأعوام الدراسية

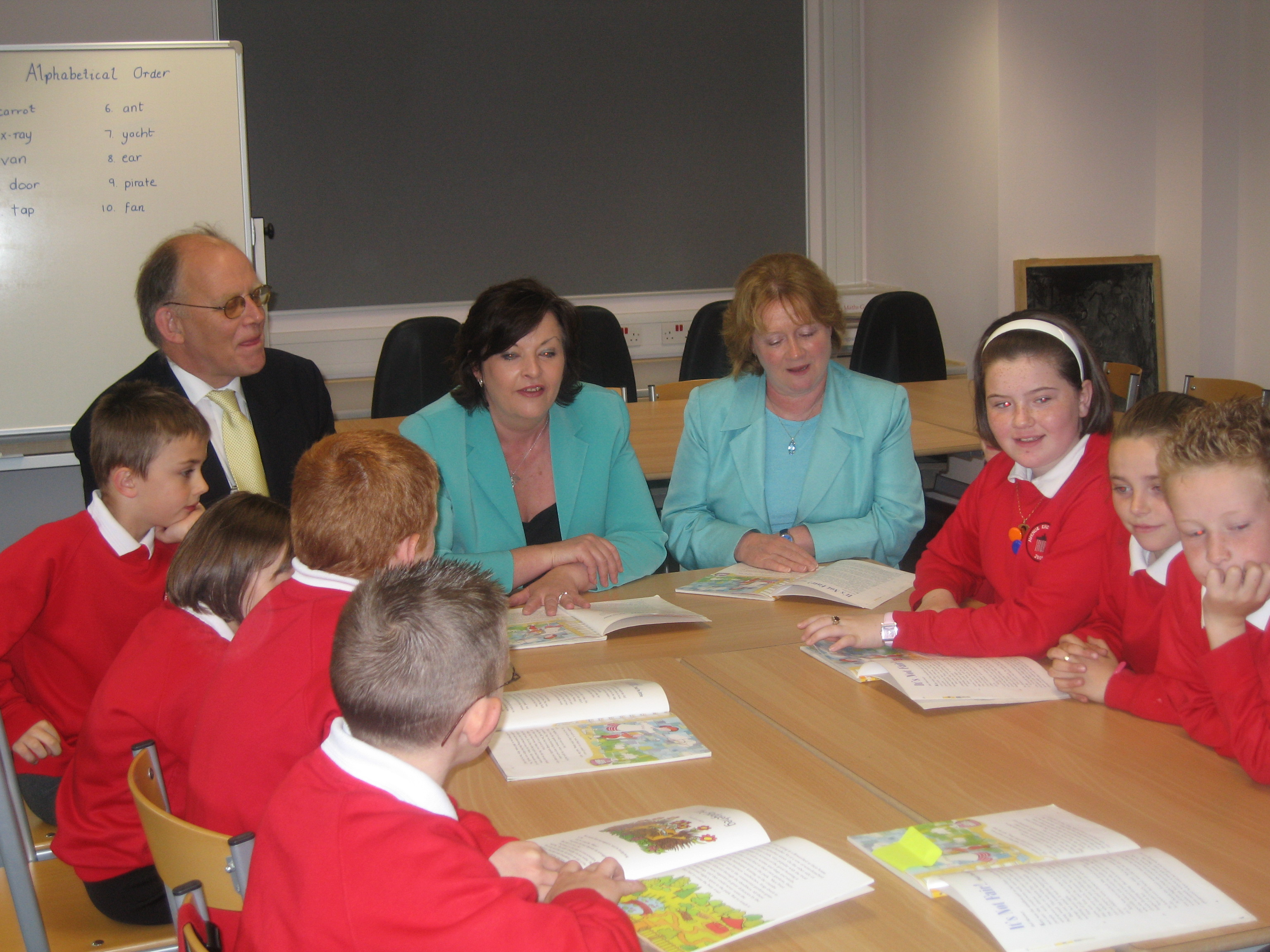
وزير التلاميذ والسنوات المبكرة آدم إنجرام ووزيرة التعليم والتعلم مدى الحياة فيونا هيسلوب ووزير المدارس والمهارات ماورين وات مع الطلبة في فناء مدرسة آفينيو إند برايمري (Avenue End Primary) الابتدائية في جلاسجو.

يلتحق الأطفال بالمدرسة الابتدائية عندما تصل أعمارهم إلى 4 أعوام ونصف و5 أعوام ونصف حسب تاريخ ميلاد الطفل. وتضع سياسة المدارس الإسكتلندية كل الأطفال الذين يولدون بين مارس في أي عام وفبراير من العام التالي في نفس المجموعة العمرية. ويلتحق الأطفال الذين يولدون بين مارس وأغسطس بالمدرسة في شهر أغسطس في سن 5 أعوام و5 أعوام ونصف، أما أولئك الذين يولدون بين سبتمبر وفبراير فيلتحقون بالمدرسة في أغسطس السابق، حينما يكون عمرهم بين 4 أعوام و11 شهرًا و4 أعوام ونصف. وعلى الرغم من ذلك، يعد النظام الإسكتلندي هو الأكثر مرونة في المملكة المتحدة، حيث يمكن أن يطلب أولياء أمور الأطفال الذين يولدون بين سبتمبر وديسمبر تأجيل بدء الدراسة لمدة عام لأطفالهم (ولا تتم الموافقة على ذلك بشكل تلقائي، بل إنه يتوقف على الموافقة على الأمر)، في حين أن الأطفال الذين يولدون بين يناير وفبراير يمكنهم اختيار تأخير أطفالهم لمدة عام وبدء الدراسة في شهر أغسطس التالي. وهذا عادة ما يتيح للأطفال الذين لم يستعدوا بعد للالتحاق بالتعليم الرسمي أن يقضوا عامًا آخر في الحضانة. (لا يتاح التمويل إلا للأطفال المولودين بين شهري يناير وفبراير).
ويبقى التلاميذ في المدرسة الابتدائية لمدة سبعة أعوام. ثم، عندما يصل عمر التلاميذ إلى الحادية عشرة أو الثانية عشرة، فإنهم يلتحقون بالمدرسة الثانوية ويخضعون للدراسة بها لفترة 4 أعوام بشكل إجباري، وتكون فترة العامين التاليين لذلك فترة دراسة اختيارية. وفي اسكتلندا، يخضع التلاميذ للدرجة القياسية أو الاختبارات المتوسطة عند الوصول إلى عمر الخامسة عشرة / السادسة عشرة، وذلك لثماني مواد في العادة، بما في ذلك اختبارات إجبارية في مادة من مواد اللغة الإنجليزية والرياضيات والعلوم (الفيزياء أو الأحياء أو الكيمياء) ومادة من مواد الاجتماع (الجغرافيا أو التاريخ أو الدراسات الحديثة). ويفرض الآن البرلمان الإسكتلندي على الطلبة الحصول على ساعتين من التربية البدنية كل أسبوع، ويمكن أن تختلف هذه المجموعات الإجبارية حسب المدرسة. وغالبًا ما يكون عمر مغادرة المدرسة هو ستة عشر عامًا (بعد إتمام الدرجات القياسية)، وبعد ذلك يمكن أن يختار الطلبة البقاء في المدرسة والدراسة في التعليم العالي و/أو التعليم العالي المتقدم. وبشكل متزايد، يمكن للطلبة في المرحلتين S3 وS4 الحصول على دورات متوسطة، حيث إن هاتين المرحلتين أصبحتا شائعتين بشكل أكبر كما أصبحتا مرتبطتين بشكل أكبر بمن يخضعون للتعليم العالي.
وهناك عدد قليل من الطلبة في بعض المدارس المستقلة الخاصة المحددة يتبعون النظام الإنجليزي ويدرسون من أجل الحصول على الشهادة العامة للتعليم الثانوي (GCSE) بدلاً من الدرجات القياسية، وللحصول على المستويان A وAS بدلاً من الخضوع لاختبارات درجة التعليم العالي والتعليم العالي المتقدم. وقد تم تقديم وبدء العمل بالبكالوريا الدولية كذلك في بعض المدارس المستقلة.
يسرد الجدول الوارد أدناه الصفوف المكافئة على وجه التقريب لنظام الأعوام في باقي أرجاء المملكة المتحدة (بالنسبة لإنجلترا وويلز، تكون الصفوف المكافئة للأطفال الذين يولدون قبل الأول من سبتمبر، أما الصفوف المكافئة للأطفال الذين يولدون من سبتمبر إلى فبراير [ديسمبر بالنسبة للتلاميذ المؤجلين] فتظهر بين قوسين):
| اسكتلندا              | العمر عند بدء العام الدراسي | العمر عند نهاية العام الدراسي | إنجلترا وويلز    | أيرلندا الشمالية                        |
| --------------------- | --------------------------- | ----------------------------- | ---------------- | --------------------------------------- |
| الصف الأول الابتدائي  | 4 - 5                       | 5 - 6                         | الاستقبال        | P1                                      |
| الصف الثاني الابتدائي | 5 - 6                       | 6 - 7                         | العام الأول      | P2                                      |
| الصف الثالث الابتدائي | 6 - 7                       | 7 - 8                         | العام الثاني     | P3                                      |
| الصف الرابع الابتدائي | 7 - 8                       | 8 - 9                         | العام الثالث     | P4                                      |
| الصف الخامس الابتدائي | 8 - 9                       | 9 - 10                        | العام الرابع     | P5                                      |
| الصف السادس الابتدائي | 9 - 10                      | 10-11                         | العام الخامس     | P6                                      |
| الصف السابع الابتدائي | 10 - 11                     | 11-12                         | العام السادس     | P7                                      |
| S1 (العام الأول)      | 11 - 12                     | 12-13                         | العام السابع     | العام الثامن (العام الأول)              |
| S2 (العام الثاني)     | 12 - 13                     | 13 - 14                       | العام الثامن     | العام التاسع (العام الثاني)             |
| S3 (العام الثالث)     | 13 - 14                     | 14 - 15                       | العام التاسع     | العام العاشر (العام الثالث)             |
| S4 (العام الرابع)     | 14 - 15                     | 15 - 16                       | العام العاشر     | العام الحادي عشر (العام الرابع)         |
| S5 (العام الخامس)     | 15 - 16                     | 16 - 17                       | العام الحادي عشر | العام الثاني عشر (العام الخامس)         |
| S6 (العام السادس)     | 16 - 17                     | 17 - 18                       | العام الثاني عشر | العام الثالث عشر (المستوى السادس الأقل) |